# Ершов, Владимир Васильевич
Владимир Васильевич Ершов — советский военный и государственный деятель, генерал-майор.

## Биография
Родился в 1906 году в Москве. Член КПСС.
В РККА с 1928 года.
В 1928—1941 — командир взвода и врид командира роты 6-го отдельного местного батальона ПВО в Москве, командир взвода полковой школы и врид начальника школы, инструктор, командир батальона 3-го полка ПВО,помощник начальника отделения отдела кадров Московского ВО, старший помощник начальника 10-го отдела и начальник 3-го отделения штаба Орловского военного округа, заместитель командира 403-го стрелкового полка.
Участник Великой Отечественной войны: командир 15-го запасного стрелкового полка 44-й запасной стрелковой бригады, командир 19-й мотострелковой бригады, командир 1-й механизированной бригады 1-го механизированного корпуса, начальник штаба 1-го механизированного корпуса
В 1946—1960 — начальник штаба 1-й механизированной дивизии, командир 34-го гвардейского мотострелкового полка, командир 3-й гвардейской танковой дивизии, командир механизированной дивизии Войска Польского, начальник Ставропольского суворовского военного училища, начальник военной кафедры Кабардино-Балкарского государственного университета.
Умер в 1979 году в Москве.

## Награды
- Орден Красного Знамени (27.09.1943, 19.04.1944, 20.07.1944, 05.11.1954)
- Орден Суворова II степени (31.05.1945)
- Орден Красной Звезды (24.06.1948)
- Орден Virtuti Militari V класса